# Collar eléctrico

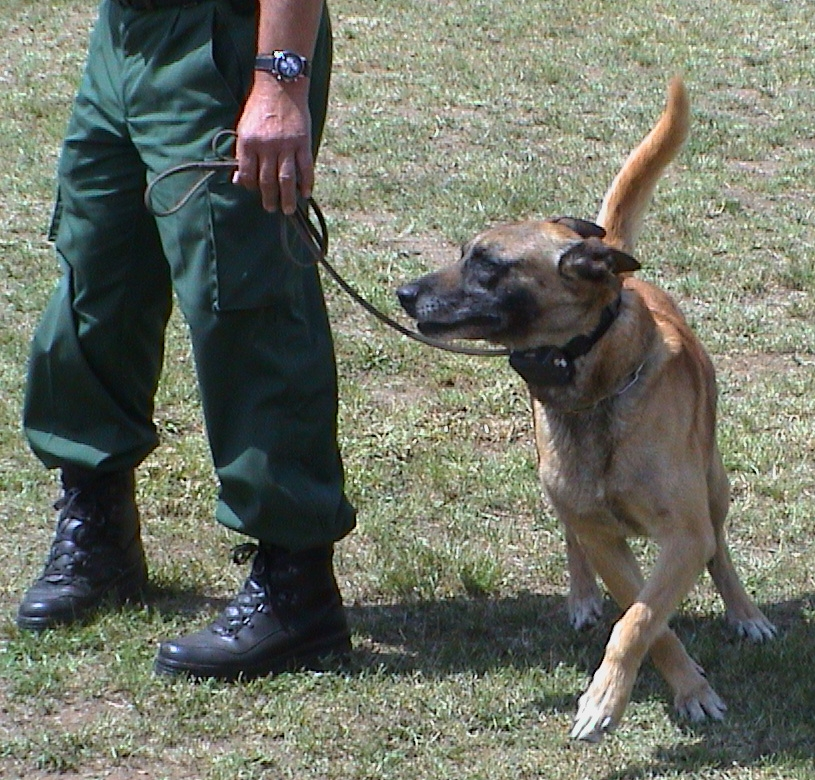
Perro con collar eléctrico.

Un collar eléctrico (también llamado ecollar, collar de adiestramiento a distancia o collar electrónico) es un tipo de collar usado para el adiestramiento canino que envía impulsos de distinta intensidad y duración al cuello del perro (también se puede aplicar en otras partes en el cuerpo) por medio de dos electrodos metálicos en contacto con la piel del perro.
Existe toda una familia de collares con distintas características. Algunos modelos poseen también un tono o una vibración, de forma alternativa o en combinación con la descarga eléctrica. Otras características incluyen la localización del sonido (beeper y adiestramiento) o un GPS para localizar al perro. El collar eléctrico puede llegar a un voltaje de hasta 230v.

## Descripción
Originalmente se utilizó en los años sesenta para entrenar a los perros de caza, los primeros collares tenían una gran conmoción pudiendo ser mal administrados. Los modelos actuales son capaces de proporcionar niveles de corriente eléctrica de muy baja intensidad. Los collares eléctricos son fácilmente disponibles y se han utilizado en una amplia gama de aplicaciones, incluyendo la corrección de los comportamientos no deseados o nocivos, adiestramiento en obediencia avanzada, contención de un animal en determinada área no vallada, con usos incluso militares para perros policía, perros para detectar explosivos o drogas o perros guardianes.
La seguridad de los collares eléctricos es objeto de debate y hay diferentes opiniones sobre este tema. Algunos países han adoptado prohibiciones o controles sobre su uso. Las organizaciones de derechos de los animales apoyan activamente la prohibición del uso y venta de los mismos. Otras sólo piden restricciones para su venta, o la regulación de su uso (por ejemplo, sólo a la policía o a los adiestradores profesionales). Algunas organizaciones de adiestradores profesionales se oponen a su uso, mientras que otras lo apoyan. En Italia son utilizados por los cazadores que quieren entrenar a sus perros para la caza, pero evitar que persigan otros animales.
En cualquier caso se recomienda su uso con mesura y preferentemente por un adiestrador experimentado.